# Слейтер, Джон (фигурист)
Джон Слейтер (англ. John Slater; 1928 – 1989) — фигурист из Великобритании, серебряный призёр двух первых чемпионатов мира 1952, 1953 годов в танцах на льду.
Выступал в паре с Джоан Девирст.

## Спортивные достижения
| Соревнования/Сезоны | 1952 | 1953 |
| ------------------- | ---- | ---- |
| Чемпионаты мира     | 2    | 2    |